# Spolia
Els spolia ('despulles', en llatí) són les pedres de construcció reutilitzades en nous edificis, així com les escultures decoratives reutilitzades en nous monuments. Es tracta d'una pràctica estesa i molt antiga per la qual la pedra que s'ha extret i utilitzat per construir un edifici n'és separada per fer-la servir en un altre lloc. La pràctica és de gran interès per als historiadors, els arqueòlegs i els historiadors de l'arquitectura, car les làpides, els monuments i els fragments d'edificis de l'antiguitat sovint es troben incrustats en estructures construïdes segles o mil·lennis més tard.